# Магас (алани)
Вижте пояснителната страница за други значения на Магас.
Магас (Maghas, Maas, на руски: Магас, Ма’ас, Маас) е столица на средновековното кралство Алания в Голям Кавказ.
Точното местоположение на града на аланите не е установено. Съществуват следните хипотези (по степен на вероятност):
- край Нижний Архиз (на руски: Нижний Архыз / Буково), днешната Република Карачаево-Черкезия;
- край Алхан Кала (на руски: Алхан-Кала), днешната Чеченска република;
- край Назран (на руски: Назрань), бивша столица на днешната Република Ингушетия[2].

За Магас пише арабският историк Ал-Мас'уди. В разцвета си градът има 15 000 жители, намира се на височина 1150 м и има размери 3 км х 0,5 км, а общата площ на града е 95 ха. Градът е унищожен от Златната орда през 1239 г.
В памет на древния град през 1995 г. на неговото предполагаемо място на 4 километра югоизточно от град Назран започва строителство на новата столица Магас на Република Ингушетия. След 2 години селището става град и през декември 2000 г. (чрез закон) – столица на републиката. В края на 2002 г. президентът и правителството се настаняват в града, който има само 275 жители при преброяването от 2002 г.